# Handball-DDR-Oberliga (Männer) 1980/81
Die Handball-DDR-Oberliga der Männer 1980/81 war die höchste Spielklasse der Saison im Hallenhandball der DDR, mit ihr wurde zum 31. Mal der DDR-Meister ermittelt.

## Saisonverlauf
Die Oberliga begann am 11. Oktober 1980 und wurde mit dem 20. Spieltag am 8. März 1981 abgeschlossen. Der SC Magdeburg konnte seinen Titel aus dem Vorjahr erfolgreich verteidigen und errang nach 1970, 1977 und 1980 seine vierte Hallen-Meisterschaft. Mit dem SC Magdeburg (15×) und dem SC Empor Rostock (5×) gab es während der Saison nur zwei Tabellenführer. Am 9. Spieltag gab es in der Begegnung 57 Tore SC Leipzig – SG Dynamo Halle-Neustadt beim 35:22 das torreichste Spiel. Während der Neuling BSG Einheit Halle-Neustadt als Tabellenletzter wieder aus der Oberliga absteigen musste, profitierte der Vorletzte BSG Chemie Premnitz vom Verzicht der BSG Rotation Prenzlauer Berg auf den Aufstieg aus der Handball-DDR-Liga.

## Tabellen

### Abschlusstabelle
| Pl. | Mannschaft                     | Sp. | S  | U | N  | Tore    | Punkte |
| --- | ------------------------------ | --- | -- | - | -- | ------- | ------ |
| 1.  | SC Magdeburg (M)               | 18  | 15 | 0 | 3  | 454:336 | 30:60  |
| 2.  | SC Empor Rostock (P)           | 18  | 14 | 1 | 3  | 395:344 | 29:70  |
| 3.  | SC Leipzig                     | 18  | 14 | 0 | 4  | 428:342 | 28:80  |
| 4.  | SC Dynamo Berlin               | 18  | 10 | 3 | 5  | 388:376 | 23:13  |
| 5.  | ASK Vorwärts Frankfurt         | 18  | 9  | 1 | 8  | 382:351 | 19:17  |
| 6.  | SG Dynamo Halle-Neustadt       | 18  | 9  | 1 | 8  | 367:372 | 19:17  |
| 7.  | BSG Post Schwerin              | 18  | 6  | 4 | 8  | 334:340 | 16:20  |
| 8.  | BSG Wismut Aue                 | 18  | 4  | 0 | 14 | 338:375 | 08:28  |
| 9.  | BSG Chemie Premnitz (N)        | 18  | 2  | 2 | 14 | 292:411 | 06:30  |
| 10. | BSG Einheit Halle-Neustadt (N) | 18  | 1  | 0 | 17 | 307:438 | 02:34  |

Legende:
 DDR-Meister,  Absteiger in die DDR-Liga
(M)=Meister 1980, (P)=FDGB-Pokalsieger 1980, (N)=Aufsteiger aus der DDR-Liga  

### Kreuztabelle
| 1980/81 11. Oktober 1980 – 8. März 1981 | 1980/81 11. Oktober 1980 – 8. März 1981 | SC Magdeburg | SC Empor Rostock | SC Leipzig | SC Dynamo Berlin | ASK Vorwärts Frankfurt/O. | SG Dynamo Halle-Neustadt | BSG Post Schwerin | BSG Wismut Aue | BSG Chemie Premnitz | BSG Einheit Halle-Neustadt |
| --------------------------------------- | --------------------------------------- | ------------ | ---------------- | ---------- | ---------------- | ------------------------- | ------------------------ | ----------------- | -------------- | ------------------- | -------------------------- |
| 01.                                     | SC Magdeburg                            |              | 25:14            | 22:18      | 34:21            | 28:21                     | 23:20                    | 23:18             | 29:21          | 29:13               | 33:16                      |
| 02.                                     | SC Empor Rostock                        | 27:26        |                  | 26:24      | 23:22            | 27:21                     | 25:21                    | 18:18             | 19:16          | 30:16               | 21:18                      |
| 03.                                     | SC Leipzig                              | 25:21        | 21:17            |            | 23:21            | 20:18                     | 35:22                    | 31:26             | 18:16          | 24:60               | 27:21                      |
| 04.                                     | SC Dynamo Berlin                        | 21:19        | 20:19            | 21:19      |                  | 18:23                     | 20:18                    | 15:13             | 25:17          | 25:20               | 29:20                      |
| 05.                                     | ASK Vorwärts Frankfurt                  | 17:21        | 13:15            | 23:21      | 29:26            |                           | 19:22                    | 19:19             | 21:12          | 25:11               | 28:18                      |
| 06.                                     | SG Dynamo Halle-Neustadt                | 18:22        | 17:23            | 18:22      | 23:23            | 22:16                     |                          | 20:17             | 31:23          | 20:19               | 23:20                      |
| 07.                                     | BSG Post Schwerin                       | 18:20        | 18:19            | 16:22      | 20:20            | 20:16                     | 17:16                    |                   | 18:17          | 19:19               | 22:15                      |
| 08.                                     | BSG Wismut Aue                          | 15:22        | 14:21            | 15:22      | 17:20            | 21:28                     | 19:20                    | 20:18             |                | 27:15               | 22:13                      |
| 09.                                     | BSG Chemie Premnitz                     | 14:26        | 19:27            | 16:26      | 18:18            | 16:26                     | 17:19                    | 12:15             | 22:18          |                     | 19:16                      |
| 10.                                     | BSG Einheit Halle-Neustadt              | 19:31        | 15:24            | 17:30      | 21:23            | 14:19                     | 12:17                    | 18:22             | 13:28          | 21:20               |                            |

## Meistermannschaft
| SC Magdeburg          | SC Magdeburg |
| --------------------- | --- |
| Logo vom SC Magdeburg | Tor: Gunar Schimrock (17/1), Wieland Schmidt (16 Spiele / Tore –), Michael Gottschalk (2/–) Feld: Manfred Hoppe (18/66), Ernst Gerlach (18/37), Günter Dreibrodt (17/79), – Udo Rothe (18/68), Peter Pysall (18/18), Reiner Baumgart (18/16), Ingolf Wiegert (17/69), Harry Jahns (17/14), Hartmut Krüger (15/67), Helmut Kurrat (15/15), Jörg Fischer (5/4) Trainer: Klaus Miesner |